# Procesado de señal

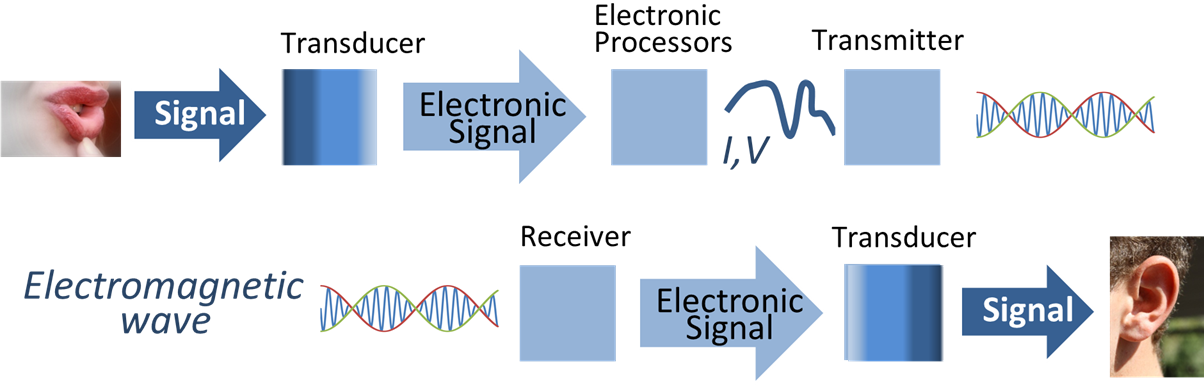
Transmisión de señal usando procesado de señal electrónico. Los Transductores convierten señales de otras ondas físicas a corriente eléctrica o tensión, que se procesan, transmiten como ondas electromagnéticas y se convierten por otro transductor a su forma definitiva.

El procesado de señal (también conocido como tratamiento o procesamiento de señales) es la disciplina que desarrolla y estudia las técnicas de tratamiento (filtrado, amplificación,...), el análisis y la clasificación de las señales. Se basa en los resultados de la teoría de la información, de la estadística y la matemática aplicada.
Una señal es un flujo de información proveniente de una fuente, la cual puede tener una naturaleza diversa: mecánica, óptica, magnética, eléctrica, acústica,... Por lo general, para poder ser procesadas, las señales se transforman en señales eléctricas mediante transductores. Las señales pueden proceder de diversas fuentes, dependiendo de su naturaleza: 
- audio - para señales electrónicas que representan sonidos
- voz - para analizar señales de voz humana
- vídeo - para interpretar movimientos en escenas

Para su análisis, las señales habitualmente son modeladas como funciones matemáticas.
La clasificación más básica de las señales se produce según su representación respecto a las variables de las que dependen (tiempo, espacio,...):
- Señal analógica es aquella que representa una magnitud de manera continua. Pueden provenir de captadores (o captadores + transductores) como, por ejemplo, un micrófono (para captar sonidos y trasladarlos a señales eléctricas), un termómetro (temperaturas), una sonda barométrica (capta presiones), un velocímetro...
- Señal digital es aquella que toma valores solo para una cantidad discreta de puntos, y además sus valores son únicamente discretos. Se pueden considerar ejemplos de señales digitales a un programa de ordenador, el contenido de un CD, aunque también podría ser la información recibida de un semáforo, el código Morse, etc.
- De manera parecida a la señal digital, una señal discreta solo tiene valores en una cantidad discreta de puntos. La diferencia está en que estos valores pueden tomar cualquier valor, es decir, no están cuantificados. Estas señales provienen normalmente de conversores analógico-digitales, o lo que es lo mismo, de la discretización de señales continuas. Cuando una señal discreta es cuantificada mediante un cuantificador se transforma en una señal digital.

Un parámetro importante de señales digitales y discretas es la frecuencia de muestreo.  

Las señales pueden proceder de diversas fuentes. Hay varios tipos de procesamiento de señales, dependiendo de su naturaleza:
- Procesamiento digital de señales - para señales digitalizadas. El procesado se hace mediante circuitos digitales, microprocesadores y ordenadores.
- Procesamiento analógico de señales - para señales analógicas, todas aquellas que son continuas en el tiempo
- Procesamiento de señales de audio - para señales electrónicas que representan sonidos
- Procesamiento de señales de voz - para analizar señales de voz humana
- Procesamiento de señales de vídeo - para interpretar movimientos en escenas
- Procesamiento de matrices

## Objetivos
- Añadir información a una señal portadora de esta, para que la transmita posteriormente. (conversación telefónica, datos de un disco duro, transmisión de radio)
- Procesar señales de voz para descifrar quién habla, qué dice el locutor o para proteger cierta información sensible. (reconocimiento del locutor, palabras o encriptación)

## Definición de señal
Una señal es una función {\displaystyle x(t)}, donde esta función es
- determinista (entonces se habla de una señal determinista) o bien
- una trayectoria {\displaystyle (x_{t})_{t\in T}}, una realización de un proceso estocástico. {\displaystyle (X_{t})_{t\in T}}

## Tipos de señales
Hay varias clases de procesado de señal, dependiendo de la naturaleza de la señal, y las técnicas necesarias para su procesado difieren ampliamente.
- Procesado digital de señal para señales que han sido creadas digitalmente, pueden proceder de ordenadores, de sistemas que leen soportes digitales (como un CD) o se han convertido por un conversor analógico-digital. Estas señales se caracterizan por ser representadas por una serie de números. Así, los valores que pueden tomar las magnitudes representadas digitalmente no se conocen de manera continua en el tiempo, sino que se toman muestras con una cierta frecuencia, o cuando tiene lugar alguna circunstancia de interés. Pese a la simplicidad del tratamiento analógico, la tendencia actual es la digitalización de las señales y su posterior tratamiento digital mediante ordenadores u otros sistemas basados en  microprocesador. Entre esos, hay un tipo nombrado procesador digital de señal (DSP) especialmente pensado para este tipo de operaciones.

- Procesado analógico de señal - para señales analógicas, que no han sido digitalizadas. Estas pueden preceder de captadores (o captadores + transductores) como por ejemplo de un micrófono (captador de sonido), una sonda termométrica (captadora de temperaturas), una sonda barométrica (captadora de presiones), un velocímetro, un acelerómetro, etc. Las señales analógicas se caracterizan por representar magnitudes que cambian de forma continuamente, que pueden tener, en principio, cualquier valor. Los valores de estas magnitudes se conocen también de una forma continua en el tiempo.

### Analógica
El procesamiento de señales analógicas es para señales que no han sido digitalizadas, como en la mayoría de los sistemas de radio, teléfono y televisión del siglo XX. En él intervienen tanto circuitos electrónicos lineales como no lineales. Los primeros son, por ejemplo,  filtros pasivos,  filtros activos, mezcladores aditivos, integradores y líneas de retardo. Los circuitos no lineales incluyen compandores, multiplicadores (mezclador de frecuencias, amplificador controlado por tensión), filtro controlado por tensión, oscilador controlado por tensión y bucle de enganche de fase.

### Tiempo continuo
El procesamiento de señal en tiempo continuo es para señales que varían con el cambio de dominio continuo (sin considerar algunos puntos interrumpidos individuales).
Los métodos de procesamiento de señales incluyen el dominio del tiempo, dominio de la frecuencia y dominio de la frecuencia compleja. Esta tecnología analiza principalmente el modelado de un sistema continuo lineal e invariante en el tiempo, la integral de la respuesta de estado cero del sistema, la configuración de la función del sistema y el filtrado continuo en el tiempo de señales deterministas.

### Tiempo discreto
El procesamiento de señal de tiempo discreto es para señales muestreadas, definidas solo en puntos discretos en el tiempo y, como tales, se cuantifican en el tiempo, pero no en la magnitud.
El procesamiento de señales analógicas en tiempo discreto es una tecnología basada en dispositivos electrónicos como circuitos sample and hold, multiplexores analógicos por división de tiempo, líneas de retardo analógicas y registro de desplazamiento de retroalimentación analógica. Esta tecnología fue una predecesora del procesamiento de señales digitales y todavía se usa en el procesamiento avanzado de señales de gigahercios.
El concepto de procesamiento de señales en tiempo discreto también se refiere a una disciplina teórica que establece una base matemática para el procesamiento de señales digitales, sin tener en cuenta el error de cuantificación.

### No lineal
El procesamiento de señales no lineales implica el análisis y procesamiento de señales producidas a partir de sistemas no lineales y puede estar en el tiempo, frecuencia o dominios espaciotemporales. Los sistemas no lineales pueden producir comportamientos muy complejos que incluyen bifurcaciones, caos, armónicos y subarmónicos que no se pueden producir o analizado usando métodos lineales.
El procesamiento de señales polinómicas es un tipo de procesamiento de señales no lineal, donde los sistemas polinómicos pueden interpretarse como extensiones conceptualmente sencillas de los sistemas lineales al caso no lineal.

### Estadística
El procesamiento estadístico de señales es un enfoque que trata las señales como procesos estocásticos, utilizando sus propiedades estadísticas para realizar tareas de procesamiento de señales. Las técnicas estadísticas se utilizan ampliamente en aplicaciones de procesamiento de señales. Por ejemplo, se puede modelar la distribución de probabilidad del ruido producido al fotografiar una imagen y construir técnicas basadas en este modelo para reducir el ruido en la imagen resultante.

## Aplicaciones

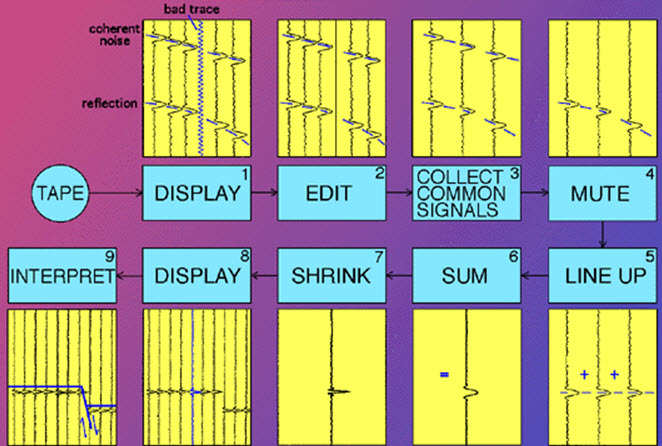
Procesamiento de señales sísmicas

Las operaciones y aplicaciones más comunes son: 
- Procesamiento de señales de audio –  para señales eléctricas que representan sonido, como habla o música[7]
- Procesamiento de imágenes –  en cámaras digitales, ordenadores y varios sistemas de imágenes
- Procesamiento de video –  para interpretar imágenes en movimiento
- Comunicación inalámbrica –  generaciones de formas de onda, demodulación, filtrado, ecualización
- Sistemas de control
- Procesamiento de matrices –  para procesar señales de matrices de sensores
- Control de procesos –  se utiliza una variedad de señales, incluido el bucle de corriente estándar de la industria de 4-20 mA
- Sismología
- Procesamiento de señales financiero –  que analiza datos financieros utilizando técnicas de procesamiento de señales, especialmente con fines de predicción.
- Extracción de funciones, como comprensión de imágenes y reconocimiento de voz.
- Mejora de la calidad, como reducción de ruido, mejora de imagen y cancelación de eco.
- Codificación fuente que incluye compresión de audio, compresión de imagen y compresión de video.
- Procesamiento de señales genómicos[8]
- En geofísica, el procesamiento de señales se utiliza para amplificar la señal frente al ruido dentro de series temporales mediciones de datos geofísicos. El procesamiento se lleva a cabo dentro del dominio del tiempo o el dominio de la frecuencia, o ambos.[9][10]

En los sistemas de comunicación, el procesamiento de señales puede ocurrir en:
- Capa OSI 1 en el modelo OSI de siete capas, la capa física (modulación, ecualización, multiplexación, etc.);
- Capa 2 de OSI, la capa de enlace de datos (corrección de errores hacia adelante);
- Capa 6 de OSI, la capa de presentación (codificación fuente, que incluye conversión de analógico a digital y compresión de datos).

## Dispositivos típicos
- Filtros - por ejemplo analógicos (pasivo o activo) o digitales (FIR, IIR, dominio de frecuencia o filtro estocásticos, etc.)
- Samplers y convertidores de analógico a digital para adquisición de señales y reconstrucción, que implica medir una señal física, almacenarla o transferirla como digital señal, y posiblemente luego reconstruir la señal original o una aproximación de la misma.
- Compresores de señal
- Procesador de señal digital (DSP)

## Historia
Según Alan V. Oppenheim y Ronald W. Schafer, los principios del tratamiento de señales se encuentran en las técnicas clásicas de análisis numérico del siglo XVII. Además, afirman que el perfeccionamiento digital de estas técnicas puede encontrarse en los sistemas de control digital de los años 40 y 50.
En 1948, Claude Shannon escribió el influyente artículo "A Mathematical Theory of Communication", publicado en el Bell System Technical Journal,.  que sentó las bases para el posterior desarrollo de los sistemas de comunicación de la información y el procesamiento de señales para su transmisión.
El procesamiento de señales maduró y floreció en las décadas de 1960 y 1970, y en la década de 1980 se generalizó el uso del procesamiento digital de señales con chips procesadores de señales digitales especializados.